# Martin Andreasson (moderat politiker)
Nils Martin Andreasson, född 20 januari 1978 i Åmåls församling, Älvsborgs län, är en svensk civilekonom. Han var regionråd för Moderaterna i Västra Götalandsregionen 2006–2018. Under 2018 var han en tid seniorkonsult och affärsområdeschef för hälso- och sjukvård på affärskonsultfirman Rud Pedersen i Sverige. År 2019 tillträdde han som kommunikationschef för Norsk nukleær dekommisjonering i Halden.

## Uppväxt och tidiga år
Martin Andreasson är uppväxt i Åmål. Genom engagemang i elevråd väcktes hos honom redan på mellanstadiet ett intresse för samhällsfrågor. Han utbildade sig till ekonom på Handelshögskolan vid Göteborgs universitet. Dessutom har han studerat folkhälsovetenskap, statsvetenskap och engelska vid Nordiska högskolan för folkhälsovetenskap i Göteborg och Högskolan Väst. 

## Politik och uppdrag
Sommaren 2000 började Andreasson som press- och informationssekreterare för Moderaterna i Västra Götalandsregionen. Åren 2000–2002 var han distriktsordförande i det moderata länsförbundet i Norra Älvsborg, och vice ordförande i detsamma fram till sammanslagningen av de fem moderata länsförbundet i Västra Götaland.
År 2006, efter en kortare period som politisk sekreterare i Stockholms läns landsting, blev Andreasson invald i regionstyrelsen och regionråd för Moderaterna i Västra Götalandsregionen. Han blev också invald i Dals-Eds kommunfullmäktige samt ersättare i kommunstyrelsen. Andreasson var regionråd och hade en plats i Dals-Eds kommunfullmäktige till 2018. Han representerade Västra Götalands läns norra valkrets i regionfullmäktige 2010-2018.
I oktober 2011 valdes Martin Andreasson till ledamot i Moderaternas partistyrelse, vilket han var till oktober 2019.
Inom Sveriges Kommuner och Landsting (SKL) fanns Andreasson mellan 2007 och 2015 i sjukvårdsdelegationen. Från mars 2015 till februari 2018 var han ordförande i digitaliseringsberedningen. Andreasson var mellan 2013 och 2018 vice ordförande i Inera. Som ordförande för Center för e-hälsa i samverkan ledde Andreasson arbetet med att slå samman denna med Inera 2013–2014. Andreasson ingick också i den mellan regeringen och SKL gemensamma styrgruppen för att uppnå e-hälsovisionen att Sverige 2025 ska vara bäst i världen på att använda digitaliseringens möjligheter.
Martin Andreasson var också ledamot i den europeiska regionkommittén 2015-2018 och 2011-2015 suppleant i densamma.